# Kept Husbands
Kept Husbands è un film del 1931 diretto da Lloyd Bacon. La traduzione letterale del titolo sarebbe mariti mantenuti.

## Trama
La ricca e snob Dot Parker si innamora di Dick Brunton, un dipendente di suo padre, Arthur Parker. I due giovani si sono conosciuti a una cena dove Dick era stato invitato per aver salvato la vita a tre altri operai siderurgici come lui. Parker gli offre una ricompensa che l'operaio rifiuta e Dot, dopo averlo dapprima guardato dall'alto in basso, viene a scoprire che Dick è un ex-mediano della squadra di Yale. Conquistata da quel virile rappresentante della classe lavoratrice, Dot scommette con suo padre che riuscirà a farsi sposare da lui in quattro settimane. La ragazza vince la scommessa e chiede al padre di promuovere il fidanzato a terzo vicepresidente oltre a farsi dare un bell'assegno per sé stessa. Dopo le nozze, la coppia parte in luna di miele in Europa, con il viaggio pagato da Parker.
Al rientro in New Jersey, Dot - che si è comperata con i soldi della scommessa una lussuosa magione degna dello stile di vita cui è abituata - organizza un party per festeggiare la nuova casa. Dick cerca di sottrarsi alle richieste della moglie, ma poi capitola. Sei mesi dopo, è ridotto a passare il tempo leggendo libri sul bridge o accompagnando Dot alle feste.
Parker chiede al genero di aiutarlo a portare in porto un complesso e controverso progetto di ingegneria. Dick accetta con entusiasmo, preparandosi a partire per St. Louis. Ma Dot, tutta presa dalla sua vita in società, si rifiuta di accompagnarlo. Lui decide di partire comunque ma poi vede la moglie in casa insieme a Charlie, un suo vecchio spasimante. La mattina dopo, alle sue domande, Dot inanella una serie di bugie. Furioso, Dick l'accusa di averlo fatto diventare una sorta di cagnolino, un marito mantenuto dalla moglie: decide di lasciarla e di dare le dimissioni dalla fabbrica.
Dot si rende conto di amare il marito e di essere stata egoista e superficiale. Si reca alla stazione dove Dick, che ha deciso comunque di andare a St. Louis, sta per partire e gli chiede scusa del suo comportamento, promettendogli che, da quel momento, si accontenterà di vivere solo con i soldi dello stipendio di Dick.

## Produzione
Il film fu prodotto dalla RKO Radio Pictures nel dicembre del 1930.

## Distribuzione
Distribuito dalla RKO Radio Pictures, uscì nelle sale cinematografiche USA il 22 febbraio 1931.